# Boophone disticha
Boophone disticha là một loài thực vật có hoa trong họ Amaryllidaceae. Loài này được (L.f.) Herb. mô tả khoa học đầu tiên năm 1825.

## Hình ảnh

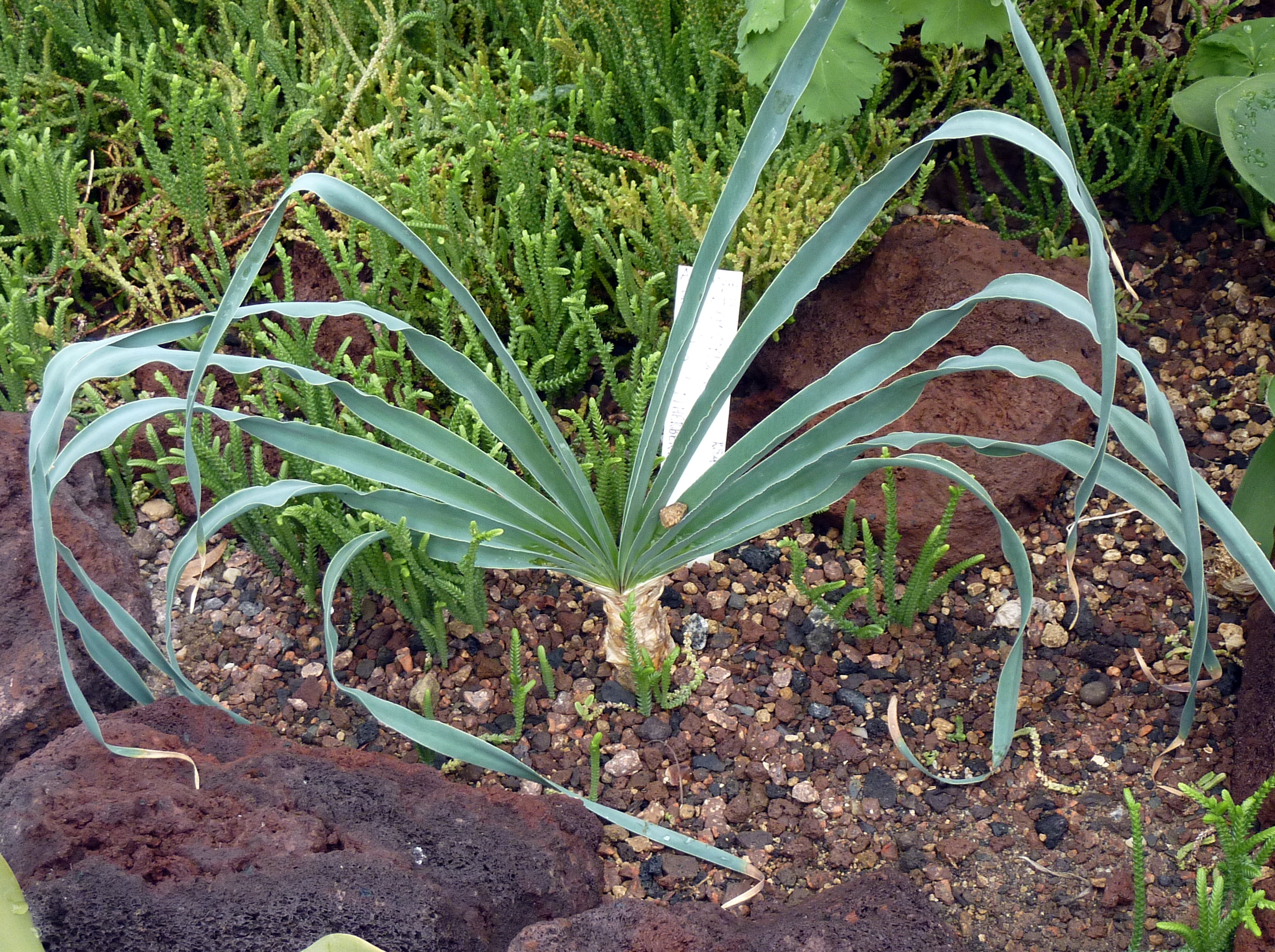
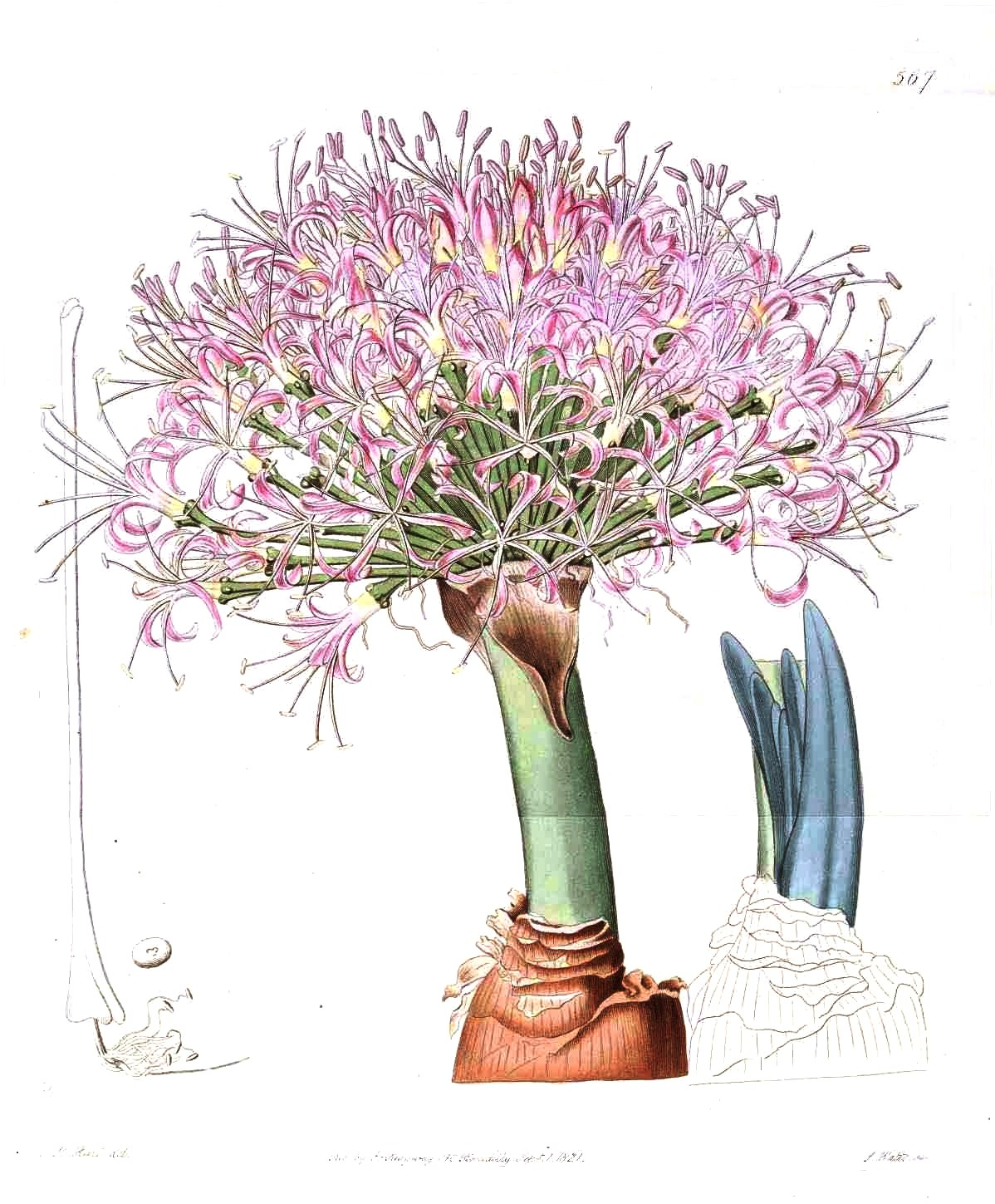
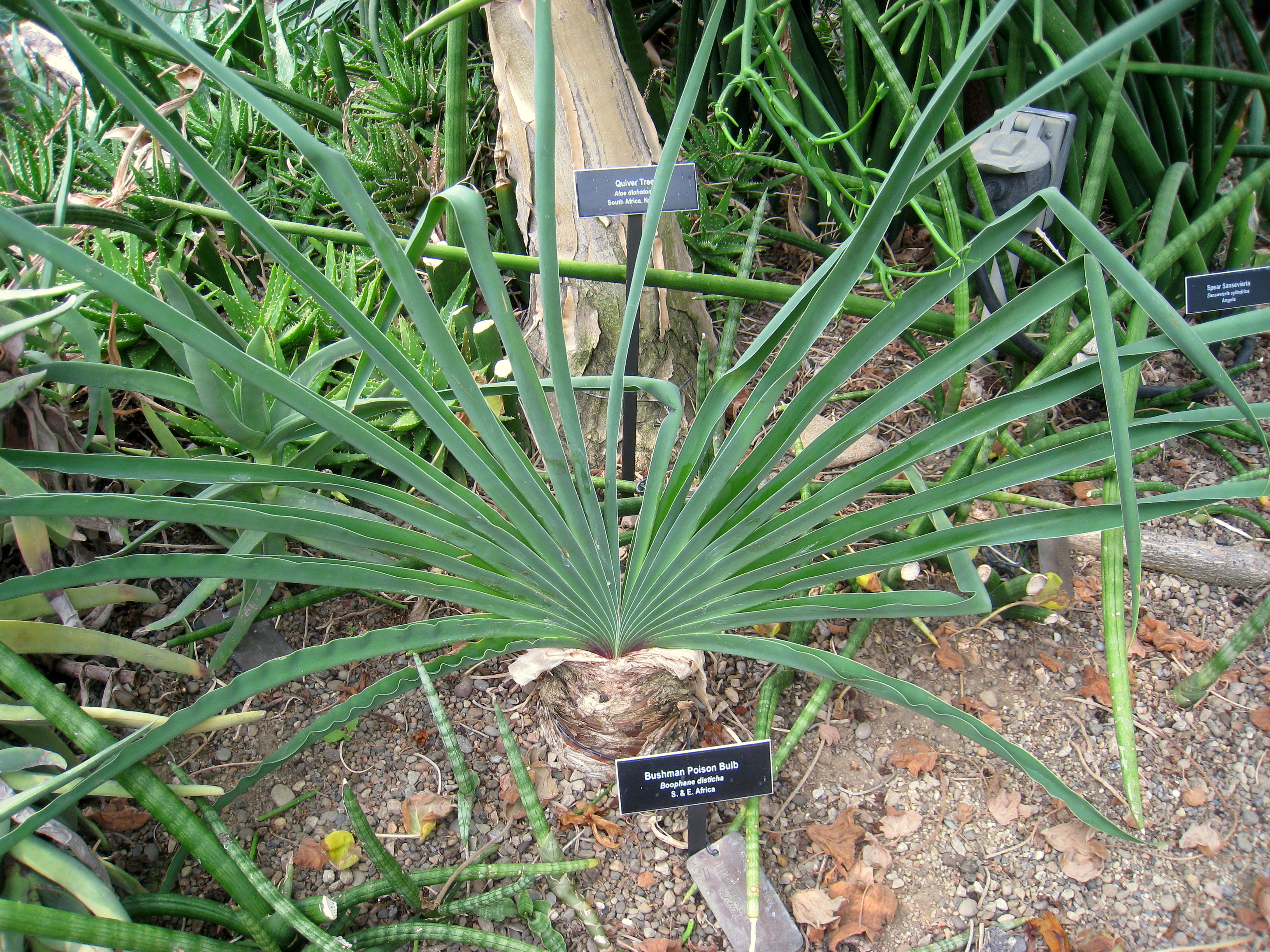
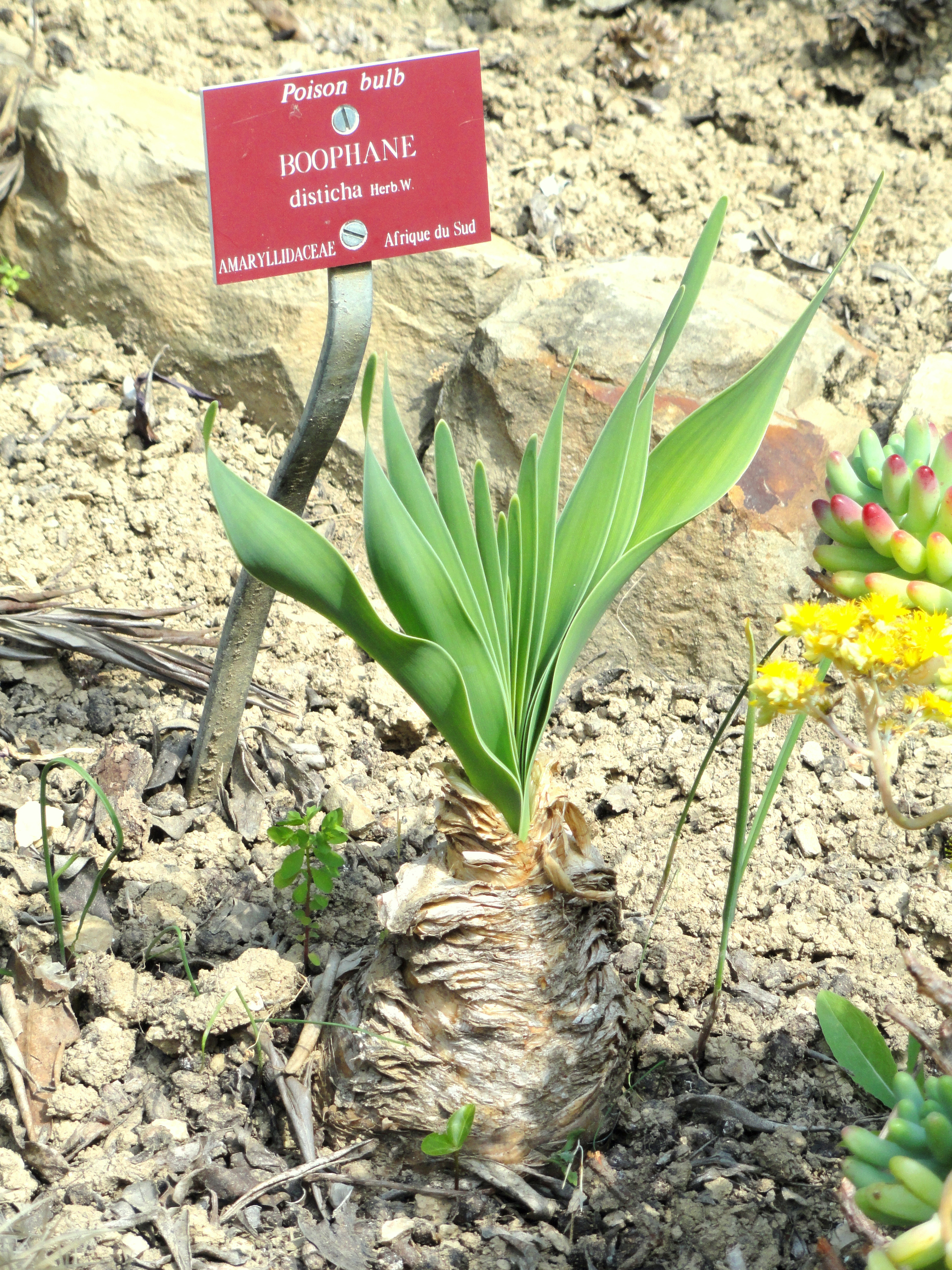